# Bolat Bajekenow
Bolat Äbdirachmanuly Bajekenow (kasachisch Болат Әбдірахманұлы Баекенов, russisch Булат Абдрахманович Баекенов, Bulat Abdrachmanowitsch Bajekenow; * 21. November 1942 in Gurjew, Kasachische SSR; † 24. August 2023) war ein kasachischer Politiker. Er war von 1991 und 1993 Vorsitzender des Nationalen Sicherheitskomitees und von 1994 bis 1995 Innenminister Kasachstans.

## Biografie
Nach seinem Studium arbeitete er zunächst in Saran für die Freiwillige Gesellschaft zur Unterstützung der Armee, der Luftstreitkräfte und der Flotte, bevor er zwischen 1961 und 1962 in der Sowjetarmee diente. Anschließend kehrte er nach Saran zurück und war für die örtlichen Behörden tätig und als erster Vorsitzender des städtischen Komsomol. 1971 wurde er zum zweiten Sekretär des Regionalkomitees des Komsomol in Qaraghandy, zudem absolvierte er ein weiteres Studium an der Fakultät für Geschichte an der Staatlichen Universität Karaganda.
Ab 1973 war Bajekenow für den sowjetischen Geheimdienst KGB tätig. Von 1977 bis 1980 arbeitete er als Leiter der Abteilung der Verwaltungsorgane des Regionalkomitees Karaganda der Kommunistischen Partei. 1980 entschied das Zentralkomitee der Kommunistischen Partei Kasachstans ihn als stellvertretenden Chef des KGB in der Region Alma-Ata einzusetzen. Zwischen 1982 und 1985 arbeitete er für den KGB in Moskau und zwischen 1985 und 1987 Jahre Leiter des KGB im Gebiet Kökschetau. 1986 wurde er zum stellvertretenden Vorsitzenden des KGB der Kasachischen SSR, bevor er von 1990 bis 1991 erneut den KGB in der Region Alma-Ata leitete.
Nach der Unabhängigkeit Kasachstans von der Sowjetunion wurde Bajekenow im Oktober 1991 vom kasachischen Präsidenten als erster Vorsitzender des Nationalen Sicherheitskomitees der Republik Kasachstan, des kasachischen Geheimdienstes, eingesetzt. Von Dezember 1993 bis Oktober 1994 bekleidete er das Amt des Sekretärs des Sicherheitsrates. Von Oktober 1994 bis November 1995 bekleidete Bolat Bajekenow den Posten des kasachischen Innenministers. Im März 1997 wurde er zum Leiter des Sicherheitsdienstes des Präsidenten bestellt. Von diesem Posten trat er 2001 zurück.
Er starb im August 2023 im Alter von 80 Jahren.